# Jonathan Cronin
Jonathan Cronin (St. George, ...) è un attore statunitense.
È noto per essere stato il protagonista bambino, nella saga di Clubhouse Detectives diretto dal regista Eric Hendershot.

## Biografia
Jonathan nasce a St. George (Utah), dove inizia la sua carriera all'età di 11 anni nel 2001, mentre è in un centro ricreativo, si imbatte in un'audizione per un film emergente, intitolato "Horse Crazy", diretto dal regista Eric Hendershot che lo sceglierà come protagonista del film, subito dopo attirò l'attenzione della manager Linda lang, dove entrò a far parte nella William Morris Agency. Continua la sua carriera come protagonista della saga Clubhouse Detectives, iniziata con l'attore Michael Galeota, dove reciterà in Clubhouse Detectives - L'amica reale e Clubhouse Detectives - Scacco al club girati tutti e due nel 2002, e infine nell'ultimo capitolo della saga Clubhouse Detectives - Museo per signora, terminando così la sua carriera d'attore.
Abbandonata la carriera d'attore, diventa un allenatore di wrestling.

## Filmografia
- Piccoli Cowboy (Horse Crazy) , regia di Eric Hendershot (2001)
- Clubhouse Detectives - L'amica reale (Clubhouse Detectives in Search of a Lost Princess), regia di Eric Hendershot (2002)
- Clubhouse Detectives - Scacco al club (Clubhouse Detectives in Big Trouble), regia di Eric Hendershot (2002)
- Clubhouse Detectives - Museo per signora (Clubhouse Detectives in Scavenger Hunt), regia di Eric Hendershot (2003)

## Doppiatori italiani
- Monica Bonetto in Clubhouse Detectives - L'amica reale, Clubhouse Detectives - Scacco al club, Clubhouse Detectives - Museo per signora